# Telemann-Stele

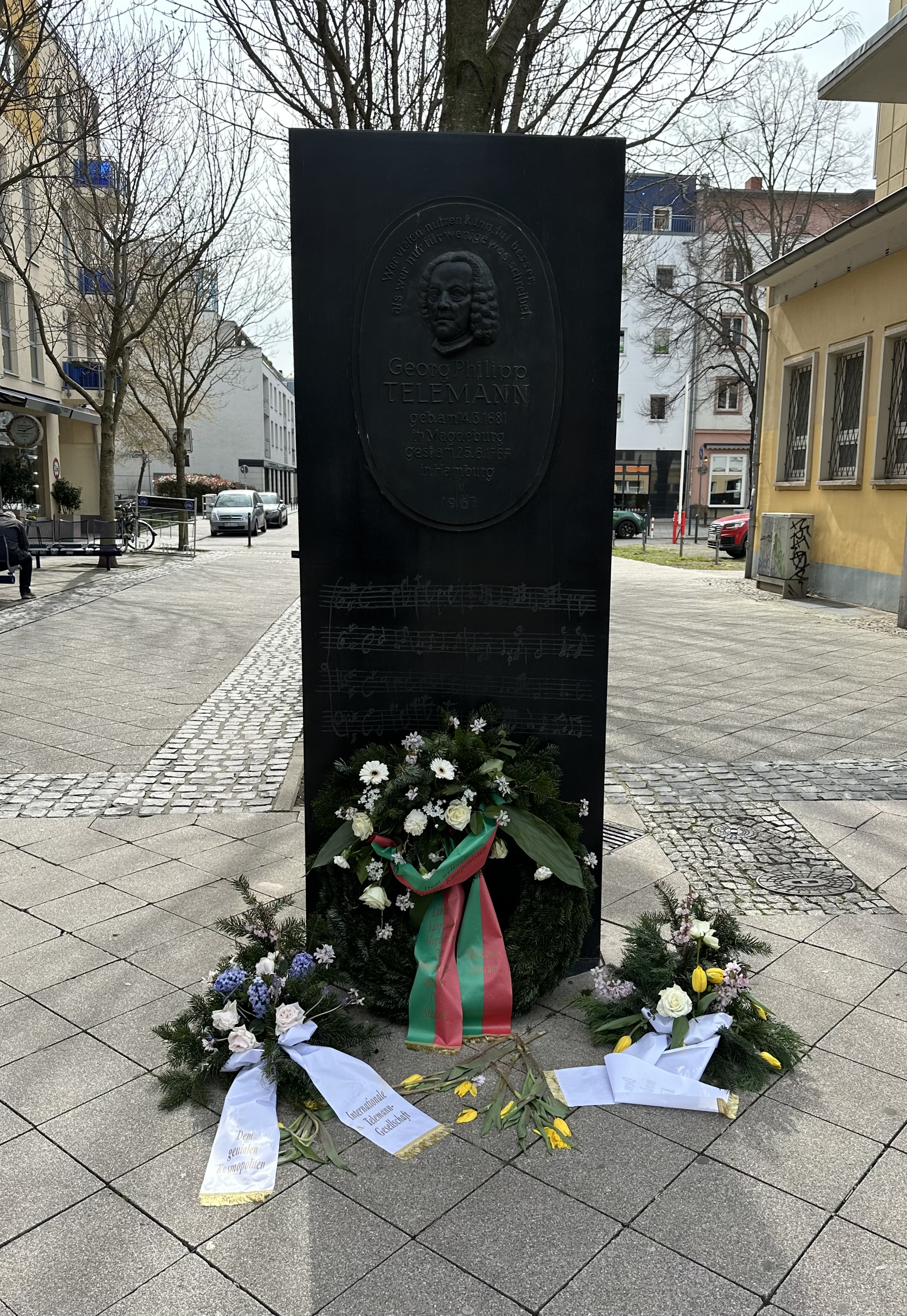
Telemann-Stele mit Gedenkkränzen anlässlich des Telemann-Geburtstages, 2024

Die Telemann-Stele ist ein Denkmal für den Komponisten Georg Philipp Telemann in Magdeburg in Sachsen-Anhalt.

## Lage
Das Denkmal befindet sich in der Magdeburger Altstadt an der Einmündung der Regierungsstraße auf die Goldschmiedebrücke.

## Geschichte
Am 25. Juni 1967 wurde anlässlich des 200. Todestags des in Magdeburg geborenen Komponisten Georg Philipp Telemann an einem Haus am nördlichen Ende der Regierungsstraße eine an Telemann erinnernde Plakette angebracht. Sie war vom Bildhauer Max Roßdeutscher geschaffen worden. Der Ort der Aufstellung war gewählt worden, da sich hier die Heilig-Geist-Kirche, die Taufkirche Telemanns und Wirkungsstätte seines Vaters, sowie der Lebensmittelpunkt des jungen Telemanns befand.
Durch Baumaßnahmen ab 2005 am Gebäude, an dem die Plakette angebracht war, und seinem Umfeld musste die Plakette abgebaut und im Zentrum für Telemann-Pflege und -Forschung eingelagert werden. Nach Abschluss der Bauarbeiten wurde klar, dass eine erneute Anbringung an dieser Stelle nicht möglich war. Es entstand daher die Idee zur Anbringung der Plakette an einer neu zu errichtenden Stele. 2007 folgte ein Treffen des Zentrums für Telemann-Pflege und -Forschung, des Telemann-Arbeitskreises und der Hochschule Magdeburg-Stendal, Fachbereich Industriedesign, um über ein entsprechendes Projekt zu beraten. Auf Vorschlag von Ulrich Wohlgemuth, Professor an der Hochschule, wurde seine Studentin Keslin Schnuchel mit der Erarbeitung von Entwürfen beauftragt. Einer der Entwürfe wurde 2011 in einer aktualisierten Fassung zur Umsetzung gebracht.
Es entstand die Stele, in der die ursprüngliche Plakette integriert wurde. Gestaltet wurde die Stele vom Bildhauer Detlef Roßdeutscher, einem Enkel Max Roßdeutschers. Am 25. Juni 2011, dem 244. Todestag Telemanns, wurde die Stele eingeweiht.

## Gestaltung
Die elegant wirkende Stele ist aus dunkelgrauem indischen Granit gefertigt. Auf ihrer nach Norden ausgerichteten Vorderseite ist die 1967 geschaffene ovale Bronzeplakette angebracht. Sie zeigt ein Porträt Telemanns im Halbrelief, das nach einem Stich Valentin Daniel Preisslers entstand. Unter dem Porträt sind die Lebensdaten Telemanns aufgeführt:

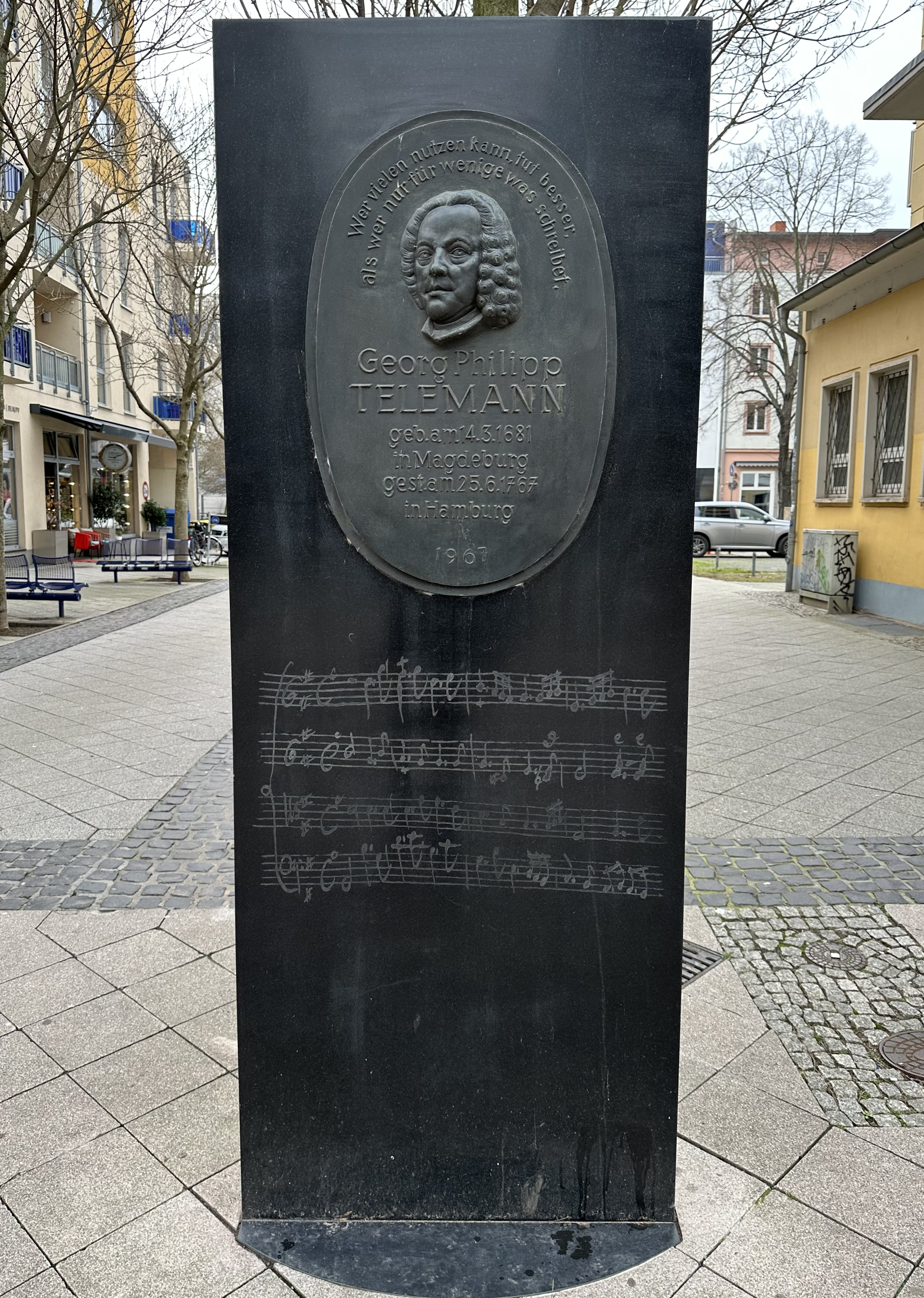
Telemann-Stele, 2024

Darunter befindet sich die Jahreszahl der Erstellung der Plakette:
Oberhalb des Porträts befindet sich in einem Halbbogen Telemanns Maxime:
Unter der Plakette befindet sich in der Handschrift Telemanns der Beginn der Ouverture zu Telemanns Oper Der geduldige Socrates als Gravur.
Auf der zur Regierungsstraße weisenden Südseite befindet sich im oberen Teil ein Übersichtsplan, der die Lage der umliegenden Straßen in der Zeit Telemanns abbildet. Darunter befindet sich eine weiße Inschrift, die den Grund der Aufstellung der Stele an dieser Stelle erläutert:

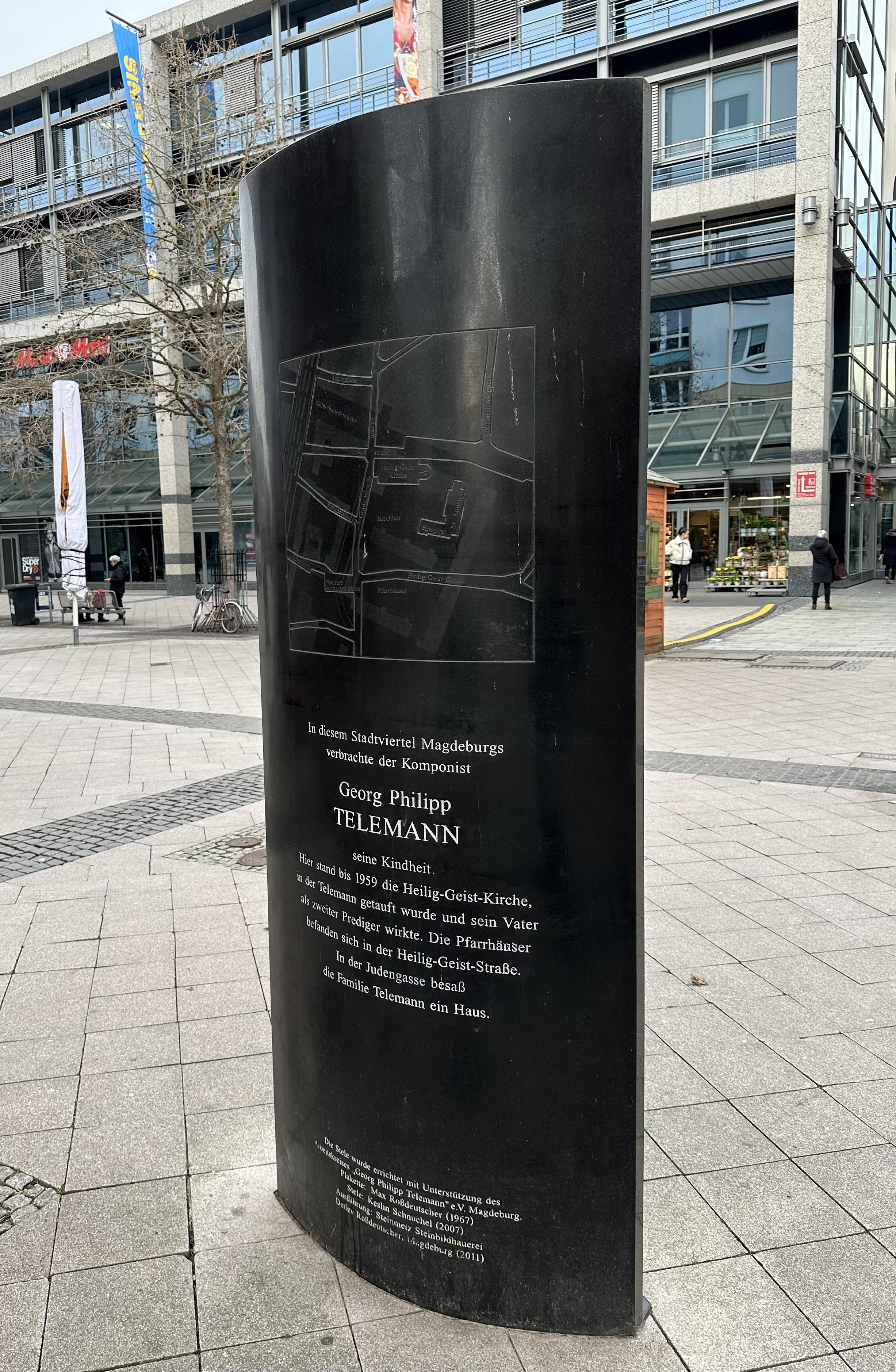
Rückseite

Am unteren Ende der Stele befindet sich in kleinerer Schrift eine auf die Entstehung der Stele verweisende Inschrift: